# Édouard Naville
Henri Édouard Naville, född  14 juni 1844 i Genève, död där 17 oktober 1926, var en schweizisk egyptolog.
Naville började 1868 egyptologiska studier i Berlin under Karl Richard Lepsius ledning. Efter sin första resa på Nilen, 1869, utgav han det förtjänstfulla arbetet Textes relatifs au mythe d'Horus. Han besökte därefter ofta Egypten, bland annat för att på uppdrag av det engelska Egypt Exploration Fund utföra grävningar. Dessa grävningars resultat föreligger i praktverken The Stone City of Pithom and the Route of the Exodus (1884; fjärde upplagan 1903), Goshen and the Shrine of Saft el-Henneh (1888), The Mound of the Jew (1890), Bubastis (1891), The Festival Hall of Osorkon II (1892), Ahnas-el-Medineh (1894), Deir-el-Bahari (1894-1908), The XI:th Dynasty Temple at Deir-el-Bahari (1907–10). 
Bland Navilles övriga arbeten kan nämnas La litanie du soleil (1875; efter texter från Thebes konungagravar), L'inscription historique de Pinotem III (1882) och det under tioårigt arbete förberedda praktverket Das ägyptische Todtenbuch der XVIII. bis XX. Dynastie (1886), vilken kritiska upplaga av De dödas bok betecknar ett stort framsteg i studiet av den egyptiska religionen. Han var sedan 1891 professor vid Genèves universitet.